# فرانز ميخائيل فيلدر
فرانز ميخائيل فيلدر (بالألمانية: Franz Michael Felder)‏ هو فلاح وكاتب نمساوي، ولد في 13 مايو 1839 في Schoppernau ‏ في النمسا، وتوفي بنفس المكان في 26 أبريل 1869.